# 博愛醫院陳國威小學
博愛醫院陳國威小學（英語：Pok Oi Hospital Chan Kwok Wai Primary School）是一間位於香港將軍澳尚德邨的小學，由博愛醫院於1998年創辦，全校18班，開辦科目有中文、英文、數學、常識、普通話、音樂、體育、視覺藝術、電腦 。每星期上課5天，每天的上課時間由上午8時至下午3時30分。現任校長是韋淑貞，校監是陳徐鳳蘭。第一屆小六畢業生於2000年畢業。

## 校董會成員
1. 林建康先生
2. 張德貴先生
3. 簡陳擷霞女士
4. 歐倩美女士
5. 鄭鏵光先生
6. 梁國源先生
7. 陳國威太平紳士
8. 李永鏗先生
9. 何淑玲女士
10. 劉賽珠女士
11. 黃顯純女士
12. 布惠芳女士

## 歷任校長
- 李永鏗：1998年度至2011年度
- 蔡婉玲：2011年度至2017年度
- 韋淑貞：2017年度至今

## 學校歷史
- 1996年：博愛醫院獲教育署批出現址校舍，以開辦此校[1]
- 1998年：博愛醫院陳國威小學開辦
- 2000年：第一屆小六學生畢業
- 2012年7月13日：學校校友會成立

## 校舍
此校為一所1995年版靈活式校舍，設有30間課室及各種特別室。
此校連同鄰近的兩座靈活式校舍，是英屬香港時代最後一批動工的標準型校舍，於1997年5月動工，均由榮懋建築承建。

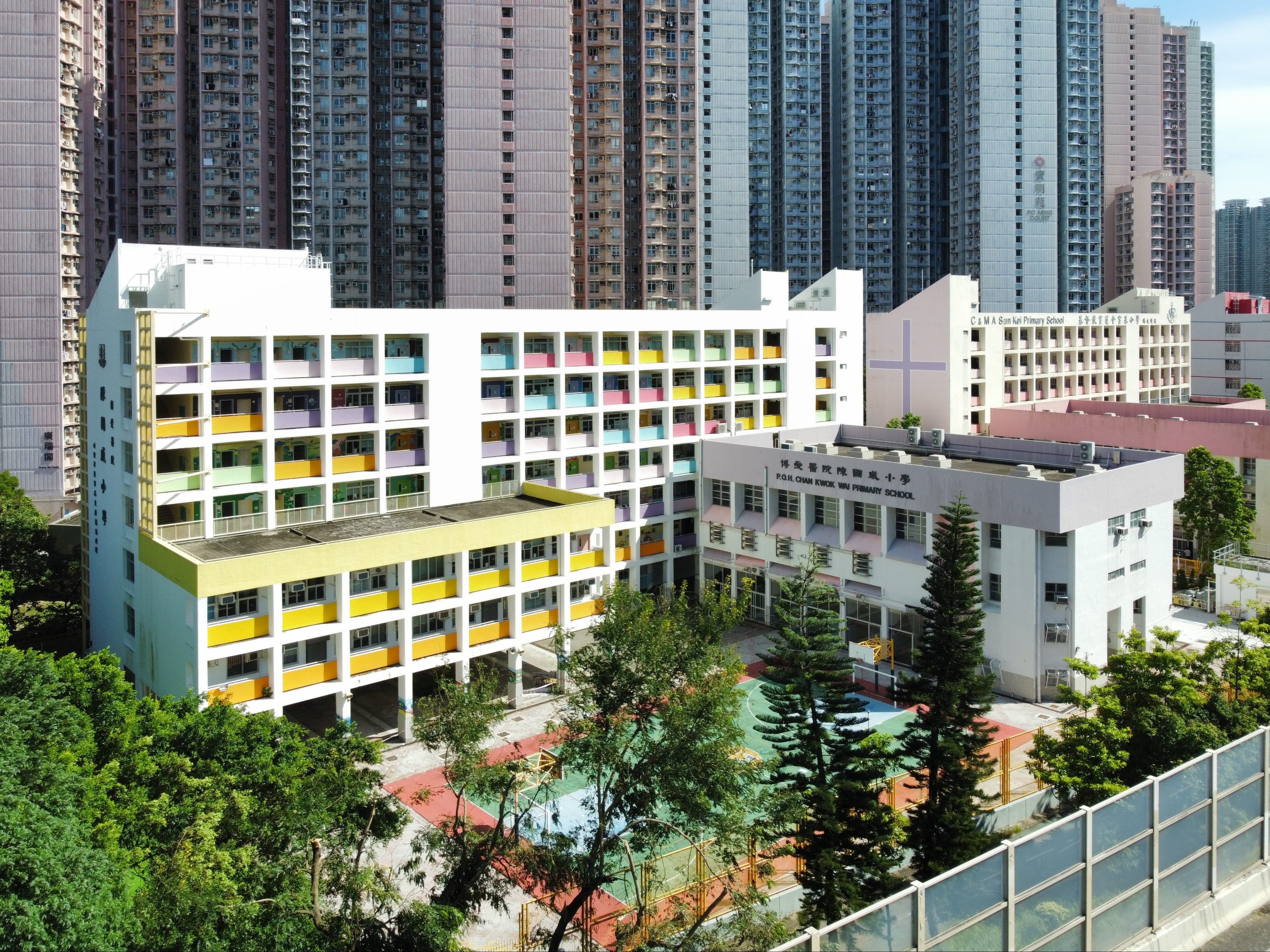
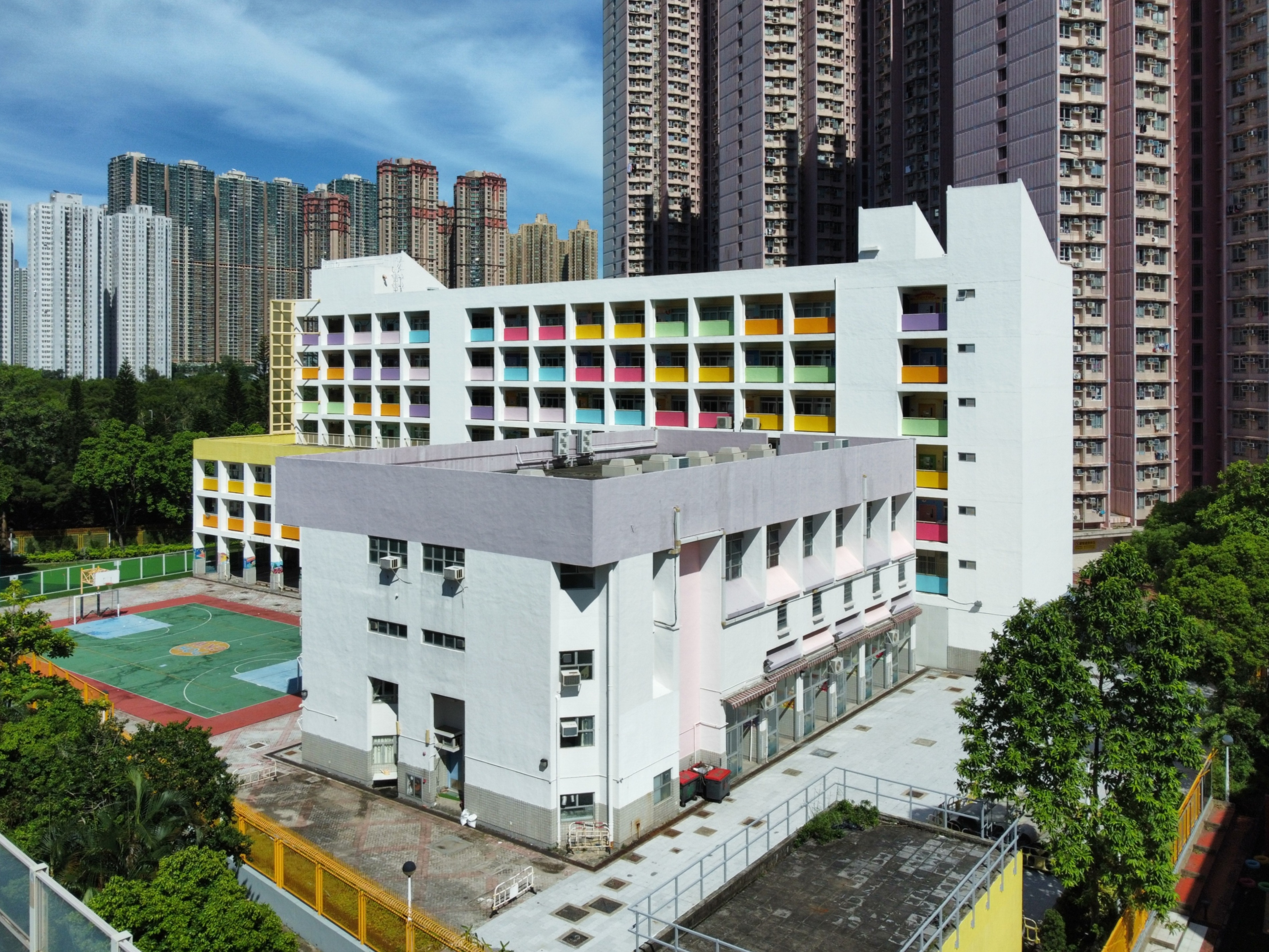

## 班别
- 一年级：1A、1B
- 二年级：2A、2B、2C
- 三年级：3A、3B、3C
- 四年级：4A、4B、4C
- 五年级：5A、5B、5C
- 六年级：6A、6B、6C

## 課外活動
- 中國舞蹈學會
- 幼童軍
- 花式跳繩隊
- 校園電視台（Wai Wai TV）
- 欖球隊
- 足球隊
- 籃球隊
- 羽毛球隊
- 柔道隊
- 乒乓球隊
- 體操隊
- 資訊科技小組

## 獎項
- 2007年，「跳繩強心」校際花式跳繩比賽（甲組）優異獎（全港第五名）
- 2006年，「跳繩強心」校際花式跳繩比賽（乙組）全場總亞軍
- 2005年，「跳繩強心」校際花式跳繩比賽（新秀組）全場總冠軍

## 外部連結
- 博愛醫院陳國威小學網頁（页面存档备份，存于）
- 博愛醫院陳國威小學Facebook專頁
- 博愛醫院陳國威小學Facebook群組